# Lista finalelor de simplu feminin de Grand Slam (Open Era)
Acestea sunt rezultatele tuturor finale de simplu feminin de Grand Slam din Open Era.

## Listă cronologică
indică primul titlu major al jucătoarei în Open Era
| An   | Turneu                     | Campioană                              | Finalistă                              | Scor în finală                         | Scor în finală                         | Scor în finală                         |
| An   | Turneu                     | Campioană                              | Finalistă                              | 1                                      | 2                                      | 3                                      |
| ---- | -------------------------- | -------------------------------------- | -------------------------------------- | -------------------------------------- | -------------------------------------- | -------------------------------------- |
| 1968 | French Open                | Nancy Richey                           | Ann Haydon Jones                       | 5–7                                    | 6–4                                    | 6–1                                    |
| 1968 | Wimbledon                  | Billie Jean King                       | Judy Tegart Dalton                     | 9–7                                    | 7–5                                    |                                        |
| 1968 | US Open                    | Virginia Wade                          | Billie Jean King                       | 6–4                                    | 6–4                                    |                                        |
| 1969 | Australian Open            | Margaret Court                         | Billie Jean King                       | 6–4                                    | 6–1                                    |                                        |
| 1969 | French Open                | Margaret Court                         | Ann Haydon Jones                       | 6–1                                    | 4–6                                    | 6–3                                    |
| 1969 | Wimbledon                  | Ann Haydon Jones                       | Billie Jean King                       | 3–6                                    | 6–3                                    | 6–2                                    |
| 1969 | US Open                    | Margaret Court                         | Nancy Richey                           | 6–2                                    | 6–2                                    |                                        |
| 1970 | Australian Open            | Margaret Court                         | Kerry Melville Reid                    | 6–1                                    | 6–3                                    |                                        |
| 1970 | French Open                | Margaret Court                         | Helga Niessen Masthoff                 | 6–2                                    | 6–4                                    |                                        |
| 1970 | Wimbledon                  | Margaret Court                         | Billie Jean King                       | 14–12                                  | 11–9                                   |                                        |
| 1970 | US Open                    | Margaret Court                         | Rosemary Casals                        | 6–2                                    | 2–6                                    | 6–1                                    |
| 1971 | Australian Open            | Margaret Court                         | Evonne Goolagong Cawley                | 2–6                                    | 7–67–0                                 | 7–5                                    |
| 1971 | French Open                | Evonne Goolagong Cawley                | Helen Gourlay Cawley                   | 6–3                                    | 7–5                                    |                                        |
| 1971 | Wimbledon                  | Evonne Goolagong Cawley                | Margaret Court                         | 6–4                                    | 6–1                                    |                                        |
| 1971 | US Open                    | Billie Jean King                       | Rosemary Casals                        | 6–4                                    | 7–6                                    |                                        |
| 1972 | Australian Open            | Virginia Wade                          | Evonne Goolagong Cawley                | 6–4                                    | 6–4                                    |                                        |
| 1972 | French Open                | Billie Jean King                       | Evonne Goolagong Cawley                | 6–3                                    | 6–3                                    |                                        |
| 1972 | Wimbledon                  | Billie Jean King                       | Evonne Goolagong Cawley                | 6–3                                    | 6–3                                    |                                        |
| 1972 | US Open                    | Billie Jean King                       | Kerry Melville Reid                    | 6–3                                    | 7–5                                    |                                        |
| 1973 | Australian Open            | Margaret Court                         | Evonne Goolagong Cawley                | 6–4                                    | 7–5                                    |                                        |
| 1973 | French Open                | Margaret Court                         | Chris Evert                            | 6–75–7                                 | 7–68–6                                 | 6–4                                    |
| 1973 | Wimbledon                  | Billie Jean King                       | Chris Evert                            | 6–0                                    | 7–5                                    |                                        |
| 1973 | US Open                    | Margaret Court                         | Evonne Goolagong Cawley                | 7–6                                    | 5–7                                    | 6–2                                    |
| 1974 | Australian Open            | Evonne Goolagong Cawley                | Chris Evert                            | 7–67–5                                 | 4–6                                    | 6–0                                    |
| 1974 | French Open                | Chris Evert                            | Olga Morozova                          | 6–1                                    | 6–2                                    |                                        |
| 1974 | Wimbledon                  | Chris Evert                            | Olga Morozova                          | 6–0                                    | 6–4                                    |                                        |
| 1974 | US Open                    | Billie Jean King                       | Evonne Goolagong Cawley                | 3–6                                    | 6–3                                    | 7–5                                    |
| 1975 | Australian Open            | Evonne Goolagong Cawley                | Martina Navratilova                    | 6–3                                    | 6–2                                    |                                        |
| 1975 | French Open                | Chris Evert                            | Martina Navratilova                    | 2–6                                    | 6–2                                    | 6–1                                    |
| 1975 | Wimbledon                  | Billie Jean King                       | Evonne Goolagong                       | 6–0                                    | 6–1                                    |                                        |
| 1975 | US Open                    | Chris Evert                            | Evonne Goolagong Cawley                | 5–7                                    | 6–4                                    | 6–2                                    |
| 1976 | Australian Open            | Evonne Goolagong Cawley                | Renáta Tomanová                        | 6–2                                    | 6–2                                    |                                        |
| 1976 | French Open                | Sue Barker                             | Renáta Tomanová                        | 6–2                                    | 0–6                                    | 6–2                                    |
| 1976 | Wimbledon                  | Chris Evert                            | Evonne Goolagong Cawley                | 6–3                                    | 4–6                                    | 8–6                                    |
| 1976 | US Open                    | Chris Evert                            | Evonne Goolagong Cawley                | 6–3                                    | 6–0                                    |                                        |
| 1977 | Australian Open (ianuarie) | Kerry Melville Reid                    | Dianne Fromholtz Balestrat             | 7–5                                    | 6–2                                    |                                        |
| 1977 | French Open                | Mima Jaušovec                          | Florența Mihai                         | 6–2                                    | 6–7                                    | 6–1                                    |
| 1977 | Wimbledon                  | Virginia Wade                          | Betty Stöve                            | 4–6                                    | 6–3                                    | 6–1                                    |
| 1977 | US Open                    | Chris Evert                            | Wendy Turnbull                         | 7–6                                    | 6–2                                    |                                        |
| 1977 | Australian Open (December) | Evonne Goolagong Cawley                | Helen Gourlay Cawley                   | 6–3                                    | 6–0                                    |                                        |
| 1978 | French Open                | Virginia Ruzici                        | Mima Jaušovec                          | 6–2                                    | 6–2                                    |                                        |
| 1978 | Wimbledon                  | Martina Navratilova                    | Chris Evert                            | 2–6                                    | 6–4                                    | 7–5                                    |
| 1978 | US Open                    | Chris Evert                            | Pam Shriver                            | 7–5                                    | 6–4                                    |                                        |
| 1978 | Australian Open            | Christine O'Neil                       | Betsy Nagelsen                         | 6–3                                    | 7–67–3                                 |                                        |
| 1979 | French Open                | Chris Evert                            | Wendy Turnbull                         | 6–2                                    | 6–0                                    |                                        |
| 1979 | Wimbledon                  | Martina Navratilova                    | Chris Evert                            | 6–4                                    | 6–4                                    |                                        |
| 1979 | US Open                    | Tracy Austin                           | Chris Evert                            | 6–4                                    | 6–3                                    |                                        |
| 1979 | Australian Open            | Barbara Jordan                         | Sharon Walsh                           | 6–3                                    | 6–3                                    |                                        |
| 1980 | French Open                | Chris Evert                            | Virginia Ruzici                        | 6–0                                    | 6–3                                    |                                        |
| 1980 | Wimbledon                  | Evonne Goolagong Cawley                | Chris Evert                            | 6–1                                    | 7–6                                    |                                        |
| 1980 | US Open                    | Chris Evert                            | Hana Mandlíková                        | 5–7                                    | 6–1                                    | 6–1                                    |
| 1980 | Australian Open            | Hana Mandlíková                        | Wendy Turnbull                         | 6–0                                    | 7–5                                    |                                        |
| 1981 | French Open                | Hana Mandlíková                        | Sylvia Hanika                          | 6–2                                    | 6–4                                    |                                        |
| 1981 | Wimbledon                  | Chris Evert                            | Hana Mandlíková                        | 6–2                                    | 6–2                                    |                                        |
| 1981 | US Open                    | Tracy Austin                           | Martina Navratilova                    | 1–6                                    | 7–67–4                                 | 7–67–1                                 |
| 1981 | Australian Open            | Martina Navratilova                    | Chris Evert                            | 6–74–7                                 | 6–4                                    | 7–5                                    |
| 1982 | French Open                | Martina Navratilova                    | Andrea Jaeger                          | 7–68–6                                 | 6–1                                    |                                        |
| 1982 | Wimbledon                  | Martina Navratilova                    | Chris Evert                            | 6–1                                    | 3–6                                    | 6–2                                    |
| 1982 | US Open                    | Chris Evert                            | Hana Mandlíková                        | 6–3                                    | 6–1                                    |                                        |
| 1982 | Australian Open            | Chris Evert                            | Martina Navratilova                    | 6–3                                    | 2–6                                    | 6–3                                    |
| 1983 | French Open                | Chris Evert                            | Mima Jaušovec                          | 6–1                                    | 6–2                                    |                                        |
| 1983 | Wimbledon                  | Martina Navratilova                    | Andrea Jaeger                          | 6–0                                    | 6–3                                    |                                        |
| 1983 | US Open                    | Martina Navratilova                    | Chris Evert                            | 6–1                                    | 6–3                                    |                                        |
| 1983 | Australian Open            | Martina Navratilova                    | Kathy Jordan                           | 6–2                                    | 7–67–5                                 |                                        |
| 1984 | French Open                | Martina Navratilova                    | Chris Evert                            | 6–3                                    | 6–1                                    |                                        |
| 1984 | Wimbledon                  | Martina Navratilova                    | Chris Evert                            | 7–67–5                                 | 6–2                                    |                                        |
| 1984 | US Open                    | Martina Navratilova                    | Chris Evert                            | 4–6                                    | 6–4                                    | 6–4                                    |
| 1984 | Australian Open            | Chris Evert                            | Helena Suková                          | 6–74–7                                 | 6–1                                    | 6–3                                    |
| 1985 | French Open                | Chris Evert                            | Martina Navratilova                    | 6–3                                    | 6–74–7                                 | 7–5                                    |
| 1985 | Wimbledon                  | Martina Navratilova                    | Chris Evert                            | 4–6                                    | 6–3                                    | 6–2                                    |
| 1985 | US Open                    | Hana Mandlíková                        | Martina Navratilova                    | 7–67–3                                 | 1–6                                    | 7–67–2                                 |
| 1985 | Australian Open            | Martina Navratilova                    | Chris Evert                            | 6–2                                    | 4–6                                    | 6–2                                    |
| 1986 | French Open                | Chris Evert                            | Martina Navratilova                    | 2–6                                    | 6–3                                    | 6–3                                    |
| 1986 | Wimbledon                  | Martina Navratilova                    | Hana Mandlíková                        | 7–67–1                                 | 6–3                                    |                                        |
| 1986 | US Open                    | Martina Navratilova                    | Helena Suková                          | 6–3                                    | 6–2                                    |                                        |
| 1987 | Australian Open            | Hana Mandlíková                        | Martina Navratilova                    | 7–5                                    | 7–67–1                                 |                                        |
| 1987 | French Open                | Steffi Graf                            | Martina Navratilova                    | 6–4                                    | 4–6                                    | 8–6                                    |
| 1987 | Wimbledon                  | Martina Navratilova                    | Steffi Graf                            | 7-5                                    | 6–3                                    |                                        |
| 1987 | US Open                    | Martina Navratilova                    | Steffi Graf                            | 7–67–4                                 | 6–1                                    |                                        |
| 1988 | Australian Open            | Steffi Graf                            | Chris Evert                            | 6–1                                    | 7–67–3                                 |                                        |
| 1988 | French Open                | Steffi Graf                            | Natasha Zvereva                        | 6–0                                    | 6–0                                    |                                        |
| 1988 | Wimbledon                  | Steffi Graf                            | Martina Navratilova                    | 5–7                                    | 6–2                                    | 6–1                                    |
| 1988 | US Open                    | Steffi Graf                            | Gabriela Sabatini                      | 6–3                                    | 3–6                                    | 6–1                                    |
| 1989 | Australian Open            | Steffi Graf                            | Helena Suková                          | 6–4                                    | 6–4                                    |                                        |
| 1989 | French Open                | Arantxa Sánchez Vicario                | Steffi Graf                            | 7–68–6                                 | 3–6                                    | 7–5                                    |
| 1989 | Wimbledon                  | Steffi Graf                            | Martina Navratilova                    | 6–2                                    | 6–71–7                                 | 6–1                                    |
| 1989 | US Open                    | Steffi Graf                            | Martina Navratilova                    | 3–6                                    | 7–5                                    | 6–1                                    |
| 1990 | Australian Open            | Steffi Graf                            | Mary Joe Fernandez                     | 6–3                                    | 6–4                                    |                                        |
| 1990 | French Open                | Monica Seles                           | Steffi Graf                            | 7–68–6                                 | 6–4                                    |                                        |
| 1990 | Wimbledon                  | Martina Navratilova                    | Zina Garrison                          | 6–4                                    | 6–1                                    |                                        |
| 1990 | US Open                    | Gabriela Sabatini                      | Steffi Graf                            | 6–2                                    | 7–67–4                                 |                                        |
| 1991 | Australian Open            | Monica Seles                           | Jana Novotná                           | 5–7                                    | 6–3                                    | 6–1                                    |
| 1991 | French Open                | Monica Seles                           | Arantxa Sánchez Vicario                | 6–3                                    | 6–4                                    |                                        |
| 1991 | Wimbledon                  | Steffi Graf                            | Gabriela Sabatini                      | 6–4                                    | 3–6                                    | 8–6                                    |
| 1991 | US Open                    | Monica Seles                           | Martina Navratilova                    | 7–67–1                                 | 6–1                                    |                                        |
| 1992 | Australian Open            | Monica Seles                           | Mary Joe Fernandez                     | 6–2                                    | 6–3                                    |                                        |
| 1992 | French Open                | Monica Seles                           | Steffi Graf                            | 6–2                                    | 3–6                                    | 10–8                                   |
| 1992 | Wimbledon                  | Steffi Graf                            | Monica Seles                           | 6–2                                    | 6–1                                    |                                        |
| 1992 | US Open                    | Monica Seles                           | Arantxa Sánchez Vicario                | 6–3                                    | 6–3                                    |                                        |
| 1993 | Australian Open            | Monica Seles                           | Steffi Graf                            | 4–6                                    | 6–3                                    | 6–2                                    |
| 1993 | French Open                | Steffi Graf                            | Mary Joe Fernandez                     | 4–6                                    | 6–2                                    | 6–4                                    |
| 1993 | Wimbledon                  | Steffi Graf                            | Jana Novotná                           | 7–68–6                                 | 1–6                                    | 6–4                                    |
| 1993 | US Open                    | Steffi Graf                            | Helena Suková                          | 6–3                                    | 6–3                                    |                                        |
| 1994 | Australian Open            | Steffi Graf                            | Arantxa Sánchez Vicario                | 6–0                                    | 6–2                                    |                                        |
| 1994 | French Open                | Arantxa Sánchez Vicario                | Mary Pierce                            | 6–4                                    | 6–4                                    |                                        |
| 1994 | Wimbledon                  | Conchita Martínez                      | Martina Navratilova                    | 6–4                                    | 3–6                                    | 6–3                                    |
| 1994 | US Open                    | Arantxa Sánchez Vicario                | Steffi Graf                            | 1–6                                    | 7–67–3                                 | 6–4                                    |
| 1995 | Australian Open            | Mary Pierce                            | Arantxa Sánchez Vicario                | 6–3                                    | 6–2                                    |                                        |
| 1995 | French Open                | Steffi Graf                            | Arantxa Sánchez Vicario                | 7–5                                    | 4–6                                    | 6–0                                    |
| 1995 | Wimbledon                  | Steffi Graf                            | Arantxa Sánchez Vicario                | 4–6                                    | 6–1                                    | 7–5                                    |
| 1995 | US Open                    | Steffi Graf                            | Monica Seles                           | 7–68–6                                 | 0–6                                    | 6–3                                    |
| 1996 | Australian Open            | Monica Seles                           | Anke Huber                             | 6–4                                    | 6–1                                    |                                        |
| 1996 | French Open                | Steffi Graf                            | Arantxa Sánchez Vicario                | 6–3                                    | 6–74–7                                 | 10–8                                   |
| 1996 | Wimbledon                  | Steffi Graf                            | Arantxa Sánchez Vicario                | 6–3                                    | 7–5                                    |                                        |
| 1996 | US Open                    | Steffi Graf                            | Monica Seles                           | 7–5                                    | 6–4                                    |                                        |
| 1997 | Australian Open            | Martina Hingis                         | Mary Pierce                            | 6–2                                    | 6–2                                    |                                        |
| 1997 | French Open                | Iva Majoli                             | Martina Hingis                         | 6–4                                    | 6–2                                    |                                        |
| 1997 | Wimbledon                  | Martina Hingis                         | Jana Novotná                           | 2–6                                    | 6–3                                    | 6–3                                    |
| 1997 | US Open                    | Martina Hingis                         | Venus Williams                         | 6–0                                    | 6–4                                    |                                        |
| 1998 | Australian Open            | Martina Hingis                         | Conchita Martínez                      | 6–3                                    | 6–3                                    |                                        |
| 1998 | French Open                | Arantxa Sánchez Vicario                | Monica Seles                           | 7–67–5                                 | 0–6                                    | 6–2                                    |
| 1998 | Wimbledon                  | Jana Novotná                           | Nathalie Tauziat                       | 6–4                                    | 7–67–2                                 |                                        |
| 1998 | US Open                    | Lindsay Davenport                      | Martina Hingis                         | 6–3                                    | 7–5                                    |                                        |
| 1999 | Australian Open            | Martina Hingis                         | Amélie Mauresmo                        | 6–2                                    | 6–3                                    |                                        |
| 1999 | French Open                | Steffi Graf                            | Martina Hingis                         | 4–6                                    | 7–5                                    | 6–2                                    |
| 1999 | Wimbledon                  | Lindsay Davenport                      | Steffi Graf                            | 6–4                                    | 7–5                                    |                                        |
| 1999 | US Open                    | Serena Williams                        | Martina Hingis                         | 6–3                                    | 7–67–4                                 |                                        |
| 2000 | Australian Open            | Lindsay Davenport                      | Martina Hingis                         | 6–1                                    | 7–5                                    |                                        |
| 2000 | French Open                | Mary Pierce                            | Conchita Martínez                      | 6–2                                    | 7–5                                    |                                        |
| 2000 | Wimbledon                  | Venus Williams                         | Lindsay Davenport                      | 6–3                                    | 7–67–3                                 |                                        |
| 2000 | US Open                    | Venus Williams                         | Lindsay Davenport                      | 6–4                                    | 7–5                                    |                                        |
| 2001 | Australian Open            | Jennifer Capriati                      | Martina Hingis                         | 6–4                                    | 6–3                                    |                                        |
| 2001 | French Open                | Jennifer Capriati                      | Kim Clijsters                          | 1–6                                    | 6–4                                    | 12–10                                  |
| 2001 | Wimbledon                  | Venus Williams                         | Justine Henin                          | 6–1                                    | 3–6                                    | 6–0                                    |
| 2001 | US Open                    | Venus Williams                         | Serena Williams                        | 6–2                                    | 6–4                                    |                                        |
| 2002 | Australian Open            | Jennifer Capriati                      | Martina Hingis                         | 4–6                                    | 7–69–7                                 | 6–2                                    |
| 2002 | French Open                | Serena Williams                        | Venus Williams                         | 7–5                                    | 6–3                                    |                                        |
| 2002 | Wimbledon                  | Serena Williams                        | Venus Williams                         | 7–67–4                                 | 6–3                                    |                                        |
| 2002 | US Open                    | Serena Williams                        | Venus Williams                         | 6–4                                    | 6–3                                    |                                        |
| 2003 | Australian Open            | Serena Williams                        | Venus Williams                         | 7–67–4                                 | 3–6                                    | 6–4                                    |
| 2003 | French Open                | Justine Henin                          | Kim Clijsters                          | 6–0                                    | 6–4                                    |                                        |
| 2003 | Wimbledon                  | Serena Williams                        | Venus Williams                         | 4–6                                    | 6–4                                    | 6–2                                    |
| 2003 | US Open                    | Justine Henin                          | Kim Clijsters                          | 7–5                                    | 6–1                                    |                                        |
| 2004 | Australian Open            | Justine Henin                          | Kim Clijsters                          | 6–3                                    | 4–6                                    | 6–3                                    |
| 2004 | French Open                | Anastasia Myskina                      | Elena Dementieva                       | 6–1                                    | 6–2                                    |                                        |
| 2004 | Wimbledon                  | Maria Șarapova                         | Serena Williams                        | 6–1                                    | 6–4                                    |                                        |
| 2004 | US Open                    | Svetlana Kuznetsova                    | Elena Dementieva                       | 6–3                                    | 7–5                                    |                                        |
| 2005 | Australian Open            | Serena Williams                        | Lindsay Davenport                      | 2–6                                    | 6–3                                    | 6–0                                    |
| 2005 | French Open                | Justine Henin                          | Mary Pierce                            | 6–1                                    | 6–1                                    |                                        |
| 2005 | Wimbledon                  | Venus Williams                         | Lindsay Davenport                      | 4–6                                    | 7–67–4                                 | 9–7                                    |
| 2005 | US Open                    | Kim Clijsters                          | Mary Pierce                            | 6–3                                    | 6–1                                    |                                        |
| 2006 | Australian Open            | Amélie Mauresmo                        | Justine Henin                          | 6–1                                    | 2–0 ret.                               |                                        |
| 2006 | French Open                | Justine Henin                          | Svetlana Kuznetsova                    | 6–4                                    | 6–4                                    |                                        |
| 2006 | Wimbledon                  | Amélie Mauresmo                        | Justine Henin                          | 2–6                                    | 6–3                                    | 6–4                                    |
| 2006 | US Open                    | Maria Șarapova                         | Justine Henin                          | 6–4                                    | 6–4                                    |                                        |
| 2007 | Australian Open            | Serena Williams                        | Maria Șarapova                         | 6–1                                    | 6–2                                    |                                        |
| 2007 | French Open                | Justine Henin                          | Ana Ivanovic                           | 6–1                                    | 6–2                                    |                                        |
| 2007 | Wimbledon                  | Venus Williams                         | Marion Bartoli                         | 6–4                                    | 6–1                                    |                                        |
| 2007 | US Open                    | Justine Henin                          | Svetlana Kuznetsova                    | 6–1                                    | 6–3                                    |                                        |
| 2008 | Australian Open            | Maria Șarapova                         | Ana Ivanovic                           | 7–5                                    | 6–3                                    |                                        |
| 2008 | French Open                | Ana Ivanovic                           | Dinara Safina                          | 6–4                                    | 6–3                                    |                                        |
| 2008 | Wimbledon                  | Venus Williams                         | Serena Williams                        | 7–5                                    | 6–4                                    |                                        |
| 2008 | US Open                    | Serena Williams                        | Jelena Janković                        | 6–4                                    | 7–5                                    |                                        |
| 2009 | Australian Open            | Serena Williams                        | Dinara Safina                          | 6–0                                    | 6–3                                    |                                        |
| 2009 | French Open                | Svetlana Kuznetsova                    | Dinara Safina                          | 6–4                                    | 6–2                                    |                                        |
| 2009 | Wimbledon                  | Serena Williams                        | Venus Williams                         | 7–67–3                                 | 6–2                                    |                                        |
| 2009 | US Open                    | Kim Clijsters                          | Caroline Wozniacki                     | 7–5                                    | 6–3                                    |                                        |
| 2010 | Australian Open            | Serena Williams                        | Justine Henin                          | 6–4                                    | 3–6                                    | 6–2                                    |
| 2010 | French Open                | Francesca Schiavone                    | Samantha Stosur                        | 6–4                                    | 7–67–2                                 |                                        |
| 2010 | Wimbledon                  | Serena Williams                        | Vera Zvonareva                         | 6–3                                    | 6–2                                    |                                        |
| 2010 | US Open                    | Kim Clijsters                          | Vera Zvonareva                         | 6–2                                    | 6–1                                    |                                        |
| 2011 | Australian Open            | Kim Clijsters                          | Li Na                                  | 3–6                                    | 6–3                                    | 6–3                                    |
| 2011 | French Open                | Li Na                                  | Francesca Schiavone                    | 6–4                                    | 7–67–0                                 |                                        |
| 2011 | Wimbledon                  | Petra Kvitová                          | Maria Șarapova                         | 6–3                                    | 6–4                                    |                                        |
| 2011 | US Open                    | Samantha Stosur                        | Serena Williams                        | 6–2                                    | 6–3                                    |                                        |
| 2012 | Australian Open            | Victoria Azarenka                      | Maria Șarapova                         | 6–3                                    | 6–0                                    |                                        |
| 2012 | French Open                | Maria Șarapova                         | Sara Errani                            | 6–3                                    | 6–2                                    |                                        |
| 2012 | Wimbledon                  | Serena Williams                        | Agnieszka Radwańska                    | 6–1                                    | 5–7                                    | 6–2                                    |
| 2012 | US Open                    | Serena Williams                        | Victoria Azarenka                      | 6–2                                    | 2–6                                    | 7–5                                    |
| 2013 | Australian Open            | Victoria Azarenka                      | Li Na                                  | 4–6                                    | 6–4                                    | 6–3                                    |
| 2013 | French Open                | Serena Williams                        | Maria Șarapova                         | 6–4                                    | 6–4                                    |                                        |
| 2013 | Wimbledon                  | Marion Bartoli                         | Sabine Lisicki                         | 6–1                                    | 6–4                                    |                                        |
| 2013 | US Open                    | Serena Williams                        | Victoria Azarenka                      | 7–5                                    | 6–76–8                                 | 6–1                                    |
| 2014 | Australian Open            | Li Na                                  | Dominika Cibulková                     | 7–67–3                                 | 6–0                                    |                                        |
| 2014 | French Open                | Maria Șarapova                         | Simona Halep                           | 6–4                                    | 6–75–7                                 | 6–4                                    |
| 2014 | Wimbledon                  | Petra Kvitová                          | Eugenie Bouchard                       | 6–3                                    | 6–0                                    |                                        |
| 2014 | US Open                    | Serena Williams                        | Caroline Wozniacki                     | 6–3                                    | 6–3                                    |                                        |
| 2015 | Australian Open            | Serena Williams                        | Maria Șarapova                         | 6–3                                    | 7–67–5                                 |                                        |
| 2015 | French Open                | Serena Williams                        | Lucie Šafářová                         | 6–3                                    | 6–72–7                                 | 6–2                                    |
| 2015 | Wimbledon                  | Serena Williams                        | Garbiñe Muguruza                       | 6–4                                    | 6–4                                    |                                        |
| 2015 | US Open                    | Flavia Pennetta                        | Roberta Vinci                          | 7–67–4                                 | 6–2                                    |                                        |
| 2016 | Australian Open            | Angelique Kerber                       | Serena Williams                        | 6–4                                    | 3–6                                    | 6–4                                    |
| 2016 | French Open                | Garbiñe Muguruza                       | Serena Williams                        | 7–5                                    | 6–4                                    |                                        |
| 2016 | Wimbledon                  | Serena Williams                        | Angelique Kerber                       | 7–5                                    | 6–3                                    |                                        |
| 2016 | US Open                    | Angelique Kerber                       | Karolína Plíšková                      | 6–3                                    | 4–6                                    | 6–4                                    |
| 2017 | Australian Open            | Serena Williams                        | Venus Williams                         | 6–4                                    | 6–4                                    |                                        |
| 2017 | French Open                | Jeļena Ostapenko                       | Simona Halep                           | 4–6                                    | 6–4                                    | 6–3                                    |
| 2017 | Wimbledon                  | Garbiñe Muguruza                       | Venus Williams                         | 7–5                                    | 6–0                                    |                                        |
| 2017 | US Open                    | Sloane Stephens                        | Madison Keys                           | 6–3                                    | 6–0                                    |                                        |
| 2018 | Australian Open            | Caroline Wozniacki                     | Simona Halep                           | 7–67–2                                 | 3–6                                    | 6–4                                    |
| 2018 | French Open                | Simona Halep                           | Sloane Stephens                        | 3–6                                    | 6–4                                    | 6–1                                    |
| 2018 | Wimbledon                  | Angelique Kerber                       | Serena Williams                        | 6–3                                    | 6–3                                    |                                        |
| 2018 | US Open                    | Naomi Osaka                            | Serena Williams                        | 6–2                                    | 6–4                                    |                                        |
| 2019 | Australian Open            | Naomi Osaka                            | Petra Kvitová                          | 7–67–2                                 | 5–7                                    | 6–4                                    |
| 2019 | French Open                | Ashleigh Barty                         | Markéta Vondroušová                    | 6–1                                    | 6–3                                    |                                        |
| 2019 | Wimbledon                  | Simona Halep                           | Serena Williams                        | 6–2                                    | 6–2                                    |                                        |
| 2019 | US Open                    | Bianca Andreescu                       | Serena Williams                        | 6–3                                    | 7–5                                    |                                        |
| 2020 | Australian Open            | Sofia Kenin                            | Garbiñe Muguruza                       | 4–6                                    | 6–2                                    | 6–2                                    |
| 2020 | Wimbledon                  | Anulat din cauza pandemiei de COVID-19 | Anulat din cauza pandemiei de COVID-19 | Anulat din cauza pandemiei de COVID-19 | Anulat din cauza pandemiei de COVID-19 | Anulat din cauza pandemiei de COVID-19 |
| 2020 | US Open                    | Naomi Osaka                            | Victoria Azarenka                      | 1–6                                    | 6–3                                    | 6–3                                    |
| 2020 | French Open                | Iga Świątek                            | Sofia Kenin                            | 6–4                                    | 6–1                                    |                                        |
| 2021 | Australian Open            | Naomi Osaka                            | Jennifer Brady                         | 6–4                                    | 6–3                                    |                                        |
| 2021 | French Open                | Barbora Krejčíková                     | Anastasia Pavlyuchenkova               | 6–1                                    | 2–6                                    | 6–4                                    |
| 2021 | Wimbledon                  | Ashleigh Barty                         | Karolína Plíšková                      | 6–3                                    | 6–74–7                                 | 6–3                                    |
| 2021 | US Open                    | Emma Răducanu                          | Leylah Fernandez                       | 6–4                                    | 6–3                                    |                                        |
| 2022 | Australian Open            | Ashleigh Barty                         | Danielle Collins                       | 6–3                                    | 7–6 7–2                                |                                        |
| 2022 | French Open                | Iga Świątek                            | Coco Gauff                             | 6–1                                    | 6–3                                    |                                        |
| 2022 | Wimbledon                  | Elena Rîbakina                         | Ons Jabeur                             | 3–6                                    | 6–2                                    | 6–2                                    |
| 2022 | US Open                    | Iga Świątek                            | Ons Jabeur                             | 6–2                                    | 7–67–5                                 |                                        |
| 2023 | Australian Open            | Arina Sabalenka                        | Elena Rîbakina                         | 4–6                                    | 6–3                                    | 6–4                                    |
| 2023 | French Open                | Iga Świątek                            | Karolína Muchová                       | 6–2                                    | 5–7                                    | 6–4                                    |
| 2023 | Wimbledon                  | Markéta Vondroušová                    | Ons Jabeur                             | 6–4                                    | 6–4                                    |                                        |
| 2023 | US Open                    | Coco Gauff☆‡                           | Arina Sabalenka                        | 2–6                                    | 6–3                                    | 6–2                                    |
| 2024 | Australian Open            | Arina Sabalenka                        | Zheng Qinwen                           | 6–3                                    | 6–2                                    |                                        |
| 2024 | French Open                | Iga Świątek                            | Jasmine Paolini                        | 6–2                                    | 6–1                                    |                                        |
| 2024 | Wimbledon                  | Barbora Krejčíková                     | Jasmine Paolini                        | 6–2                                    | 2–6                                    | 6–4                                    |
| 2024 | US Open                    | Arina Sabalenka                        | Jessica Pegula                         | 7–5                                    | 7–5                                    |                                        |
| 2025 | Australian Open            | Madison Keys                           | Arina Sabalenka                        | 6–3                                    | 2–6                                    | 7–5                                    |
| 2025 | French Open                | Coco Gauff                             | Arina Sabalenka                        | 6–7(5–7)                               | 6–2                                    | 6–4                                    |
| 2025 | Wimbledon                  | Iga Świątek                            | Amanda Anisimova                       | 6–0                                    | 6–0                                    |                                        |